# Eloísa Ibarra
Eloísa Ibarra   (Montevideo, 31 de març de 1968) és una artista plàstica uruguaiana. La seva obra abasta pintures, escultures, gravats i instal·lacions. En 2016 va obtenir el Premi Nacional d'Arts Visuals d'Uruguai, per la seva obra Arqueologia.

## Biografia
Eloísa Ibarra va estudiar disseny gràfic a l'Escola Figari i es va formar a l'Institut Nacional de Belles Arts i Literatura (INBAL). Va assistir també al taller de mestre Nelson Ramos i va estudiar tècniques gràfiques amb Pedro Peralta.
Ha realitzat exposicions al Museu Juan Manuel Blanes (2017), al Centre Cultural Dodecá (2016), Museu Gallino de Salto (2013), Espai Cultural San José de San José de Mayo (2013), Espai d'Art Contemporani (2010), Institut Goethe (2008), Sala d'Art Meridià (2007), entre d'altres espais. També ha exposat a l'Institut Cervantes de Chicago (2014) i en el Regis Center for Art de Minneapolis (2013).
Entre d'altres reconeixements, el 2001 va rebre una menció d'honor en la «categoria pintura» a la Segona Biennal d'Art Jove Mosca Hnos. El 2006 va obtenir un esment nacional per la seva obra en tècnica mixta Paisaje de la memoria, presentada al Primer Saló Internacional del Gravat de petit format «Inter - Gravado» 2005. El 2007, li va ser atorgat una menció especial per la seva obra exposada al III Saló del Gravat Uruguaià 2006, i el 2009 el Gran Premi Nacional del IV Saló del Gravat Uruguaià 2008.
El 2016 va obtenir el Gran Premi Adquisició del 57è Premi Nacional d'Arts Visuals «Octavio Podestá» d'Uruguai, per la seva instal·lació Arqueologia. El jurat va estar integrat per Cuauhtémoc Medina González, Manuel Neves i Verónica Panella.
El 2009, en el marc de la segona edició del Programa de Residències Artístiques per a Creadors d'Iberoamèrica i d'Haití a Mèxic, se li va atorgar una residència artística al Centre de les Arts Sant Agustí d'Oaxaca de Juárez, on va realitzar el seu projecte Trasplantación, en la qual va combinar pintura, gravat i escultura, les seves tres àrees de treball fonamentals. Entre maig i juny de 2017 va ser artista resident de la SIGUI Foundation als Països Baixos.